# غريس فالي
غريس فالي (1860-1933) كانت طبيبة أسترالية رائدة ومدافعة عن حق المرأة في التصويت، كرست الكثير من حياتها المهنية من أجل تحسين الخدمات الصحية للنساء والأطفال في فيكتوريا ونيو ساوث ويلز في أواخر القرن التاسع عشر وأوائل القرن العشرين، وخاصة في المناطق الريفية.

## النشأة والتعليم
وُلدت غريس فالي في مستعمرة فيكتوريا البريطانية آنذاك، في ضاحية ريتشموند في ملبورن، في 14 مايو 1860. كانت الأولى من بين ست بنات لبائع الكتب والسياسي الفيكتوري البارز لاحقًا، وليام ماونتفورد كينزي فالي (1833-1895) وزوجته راشيل لينوكس. كانت أختها، ماي فال، رسامة أسترالية. تلقت غريس فالي جزءًا من تعليمها في إنجلترا، حيث تزوج والداها قبل عام من ولادتها، لكن معظم تعليمها كان في فيكتوريا. اجتازت امتحان القبول بالجامعة في عام 1882، وكانت تدرس علم الأحياء في جامعة ملبورن في عام 1887 عندما أصبحت واحدة من سبعة أعضاء في مجموعة كانت قد قبلت بها كأول طالبة في كلية الطب، على الرغم من بعض المعارضة القوية. قبل تخرجها في عام 1894، اكتسبت بعضًا من خبرتها السريرية في مستشفيات ألفريد ومستشفيات النساء والأطفال.

## الحياة المهنية وأنشطة أخرى
بعد التخرج، ذهبت فالي إلى العمل الخاص، حيث تولت إدارة غرف الاستشارات التابعة لشارع كولينز- في شارع كولينز والتي كانت تستخدمها سابقًا مارغريت وايت، وهي زميلة خريجة جامعة ملبورن والتي توقفت عن ممارسة المهنة بعد الزواج. خارج نطاق ممارستها الطبية اليومية، تولت فالي دورًا قياديًا في مجموعة من المجموعات. في مارس 1895، كانت عضوًا مؤسسًا لجمعية المرأة الطبية الفيكتورية. وفي الشهر التالي، انتخبت كواحدة من نواب رئيس رابطة حق المرأة الفيكتورية في التصويت. جاءت الانتخابات في الاجتماع السنوي للرابطة، الذي عقد في غرف اتحاد الاعتدال النسائي المسيحي، وهي منظمة أخرى لعبت فيها فالي لاحقًا دورًا بارزًا. في أوائل عام 1896، شاركت من خلال اتحاد الاعتدال النسائي المسيحي في مخطط لتقديم المشورة الطبية المجانية والأدوية بسعر التكلفة للعاملات في المصانع في ملبورن. ستصبح أيضًا نائبة رئيس نادي الترفيه والتحسين للفتيات العاملات في الضاحية الداخلية لكولينجوود، والذي كان والدها يمثله ذات مرة في الجمعية التشريعية الفيكتورية، وحيث توفي بسبب مرض برايت قبل بضعة أشهر.
ومع ذلك، على الرغم من أنشطتها المبكرة في ملبورن، كان من المقرر أن تصبح فالي خريجة الطب الرائدة الوحيدة التي لم تقضي معظم حياتها المهنية في إحدى المدن الأسترالية. في أبريل 1896، غادرت فالي ملبورن لتأسيس عيادة خاصة جديدة في مدينة تعدين الذهب الفيكتوري بالارات، والتي كان والدها يمثلها أيضًا في الجمعية التشريعية. في وقت انتقالها، كان عمها ريتشارد تايلور فالي يشغل مقعد جمعية بالارات ويست الذي كان يشغله والدها سابقًا. لقد شاركها التزامها بحق المرأة في التصويت، وعلى سبيل المثال عندما ترأس اجتماعًا عامًا حضره عدد كبير في بالارات للدفاع عن القضية، كانت تتواجد معه على المنصة.
بعد تأسيس عملها الجديد في بالارات، تولت فالي العديد من الأنشطة الأخرى، المتعلقة بشكل أساسي بصحة أو رفاهية المرأة أو الطفل. بحلول سبتمبر 1898، أصبحت رئيسة جمعية صحة المرأة وحماية المنزل في بالارات، والتي قدمت دروس الطبخ وغيرها من الدروس للنساء، ومن خلال اتحاد الاعتدال النسائي المسيحي عملت على الترويج للأنظمة الغذائية الصحية للنساء.
وفي العام التالي، أصبحت فالي واحدة من أول عضوتين في مجلس استشارات مدينة بالارات المؤثر، والذي أنشئ لمراقبة الظروف في المدارس الحكومية. ويقال إن المدافعين عن حق المرأة في التصويت كانوا مبتهجين في التعيينات. بقيت فالي في مجلس المشورة لمدة عشر سنوات تقريبًا، حيث خدمت فترات كرئيس ونائبة للرئيس. بصفتها عضوًا في مجلس الإدارة، فإن القضايا التي روجت لها شملت دروس الطبخ للفتيات، ودروس السباحة لجميع الأطفال، بما في ذلك الفتيات، في الوقت الذي كانت فيه الدروس مخصصة للأولاد بشكل أساسي.